# Наташа Беквалаць
Наташа Беклаваць (серб. Наташа Беквалац; нар. 25 вересня 1980, Новий Сад, СФРЮ) — сербська співачка.

## Біографія
Народилися 25 вересня 1980 року у Новому Саду. Після виходу альбому «Ne brini» у 2001 році Беклавац здобула популярність у Сербії.

## Дискографія
- Ne brini (2001)
- Nista lično (2002)
- Stereo ljubav (2004)
- Ne Valjam (2010)
- Original (2016)

## Сингли
- «Gospodine»[2]
- «Nikotin»[3]